# OQ-11靶機
Simmonds Aerocessories OQ-11是一款由奧利佛零件公司研製的無人靶機。OQ-11僅停留在原型機階段，並未進入量產。

## 發展
奧利佛零件公司由奧利佛·西蒙茲創立，該公司專門製造飛機控制器和燃油計量器。隨後奧立佛根據擠身經驗，向美國陸軍航空軍展示了一款無人駕駛的航空靶機，該靶機被命名為OQ-11。
OQ-11採用傳統設計，配備了一具Herkimer發動機，時度可達100公里。然而最終航空軍並未與其簽訂合約，該機停留在原型機階段。